# 清水寥人
清水 寥人（しみず りょうじん、1920年11月27日 - 1994年11月21日）は、日本の小説家。本名・清水良信。群馬県碓氷郡松井田町（現在は市町村合併により安中市）生まれ。鉄道教習所卒業。
第50回芥川賞にノミネートされた。国鉄職員として機関士の業務に従事しながら、創作活動を行っているということで話題を呼んだ。実生活に裏打ちされた重厚な文体で知られた。

## 経歴
- 国鉄に就職し、機関士となる。職場の先輩に喚起され創作活動に入る。
- 1963年（昭和38年）、「機関士ナポレオンの退職」を『上州文学』5号に発表し、『文學界』に転載された[2]。さらに、同年下期の第50回芥川賞にノミネートされる。しかし、田辺聖子の「感傷旅行」に僅差で敗れ、受賞を逃す。
- 同作は、1964年（昭和39年）「機関士ナポレオンの退職」として日本テレビでテレビドラマ化された（主演：伊藤雄之助）。1965年（昭和40年）には東宝で「喜劇 各駅停車」として映画化された（主演：森繁久彌）[3]。1980年（昭和55年）、東京宝塚劇場にて「機関士ナポレオンの退職」として舞台劇化された（主演：森繁久彌）。
- 文芸誌「上毛文学」を創刊。
- 国鉄には36年間勤め、退職後に句詩『あさを』を創刊、出版あさを社設立[4]。
- 1994年（平成4年）11月21日、心不全のため死去[1]。

## 著書
- 小説泰緬鉄道 毎日新聞社 1968
- 石の床 毎日新聞社 1969
- デゴイチの歌 富田利吉郎 絵 フレーベル館 1971(フレーベルこども文庫)
- 武田晴信 新人物往来社 1974
- レムパン島 あさを社 1974
- 機関士ナポレオンの退職 光風社出版 1980
- 耳順抄 : 句集 あさを社 1981
- 上州讃歌 : 清水寥人俳句評論集 あさを社 1983
- 日光例幣使のみち : 京都から日光へ あさを社 1986(風の中の街道 ; 1)
- 滝殿 : あさを合同句集 第5集 あさを社 1986
- 春信抄 : 第五句集 あさを社 1987
- 牧水・上州の旅 上巻 あさを社 1988(風の中の街道 ; 2)
- 牧水・上州の旅 下巻 あさを社 1991(風の中の街道 ; 3)
- 上州の俳諧 あかぎ出版 1992
- 火焔木燃ゆ あさを社 1992
- 裏妙義 : 清水寥人遺句集 小野周水子, 大隅道子 編 『麻苧』五百号記念行事実行委員会 1995